# 柏保路·伊賓尼斯
柏保路·伊賓尼斯·泰巴（西班牙語：Pablo Ibáñez Tébar，1981年8月3日—），通常稱為柏保路（Pablo），是一名西班牙職業足球員，擔任中堅。

## 生平
柏保路於2010年夏季約滿效力7年的西甲球會馬德里體育會後，免費轉投新升班英超的西布朗。但他一直無法融入球隊，僅獲派上陣14場及射入兩球。
2011年8月31日柏保路轉投剛降班英冠的伯明翰城，簽約兩年，沒有透露轉會費。

## 外部連結
- 西甲數據 （西班牙文）
- 國家隊數據 （西班牙文）
- 柏保路 – FIFA國際賽競賽紀錄 (存檔)
- 足球数据库：柏保路的球员统计数据